# 阿爾格西大學
阿爾格西大學（Argosy University）是美國的一個營利性私立大學系統，由美國的教育管理公司於2001年收購阿爾格西教育集團（Argosy Education Group）而成。 該大學曾在美國各地有28個校區，并得到過西部學校和學院協會等教育認證機構的認可。 2015年《美國新聞與世界報道》未將其列入排名。
2019年3月，該大學所有校區均徹底關閉。

## 外部連結
- 官方网站
- Argosy Student Portal （页面存档备份，存于）